# The Last Shall Be First
The Last Shall Be First – debiutancki album studyjny amerykańskiej grupy hip-hopowej Sunz of Man, powiązanej z Wu-Tang Clanem, wydany 21 lipca 1998 roku nakładem wytwórni Red Ant Entertainment. Wydawnictwo zostało w głównej mierzy wyprodukowane przez 4th Disciple oraz True Mastera. Za warstwę muzyczną odpowiadają również Wyclef Jean z grupy Fugees, RZA oraz Supreme’a. Gościnnie na płycie pojawili się między innymi Method Man, Masta Killa, U-God, Raekwon, Ol’ Dirty Bastard oraz soulowa grupa Earth, Wind & Fire.
Sesja nagraniowa miała miejsce w latach 1996–1998. Album zadebiutował na 20. miejscu Billboard 200 oraz 7. miejscu listy Top R&B/Hip-Hop Albums, co przy niskiej promocji było wielkim sukcesem dla grupy.

## Lista utworów
| #  | Tytuł                                                        | Producent    | Sample                                                                                                | Czas |
| -- | ------------------------------------------------------------ | ------------ | --- | ---- |
| 1  | "Intro"                                                      | 4th Disciple | - Sun - "Introduction: You Are My Sunshine"                                                           | 1:07 |
| 2  | "Cold"                                                       | 4th Disciple | - James Brown - "Sunny" - Maxine Brown - "Coming Back to You" - Little Feat - "Fool Yourself"         | 3:49 |
| 3  | "Natural High" (feat. Traybag)                               | Supreme      | - Al Green - "Here I Am (Come and Take Me"                                                            | 4:18 |
| 4  | "Flaming Swords"                                             | True Master  | - Rev. James Cleveland - "I'm a Soldier in the Army of the Lord"                                      | 5:15 |
| 5  | "Illusions" (feat. Masta Killa)                              | 4th Disciple | - Donny Hathaway - "Giving Up" - Bob Marley & The Wailers - "The High Tide or Low Tide"               | 5:26 |
| 6  | "Shining Star" (feat. Ol' Dirty Bastard, Earth, Wind & Fire) | Wyclef Jean  | - Earth, Wind & Fire - "Shining Star" - Raekwon - "Glaciers of Ice"                                   | 4:21 |
| 7  | "Israeli News" (feat. Traybag)                               | Supreme      | - The Blackbyrds - "Soft and Easy"                                                                    | 4:12 |
| 8  | "Tribulations"                                               | RZA          | - Bill Withers - "Ain't No Sunshine" - The Whispers - "Chocolate Girl" - Sunz of Man - "Shining Star" | 4:24 |
| 9  | "The Interview" (skit)                                       |              | - Sunz of Man - "Bloody Choices"                                                                      | 1:05 |
| 10 | "The Plan"                                                   | 4th Disciple | - Ann Peebles - "I'm Gonna Tear Your Playhouse Down" - Curtis Mayfield - "Pusherman"                  | 5:13 |
| 11 | "Collaboration '98" (feat. Method Man, True Master)          | True Master  | | 5:08 |
| 12 | "Inmates to the Fire" (feat. Dreddy Kruger)                  | RZA          | | 3:40 |
| 13 | "Not Promised Tomorrow" (feat. Tekitha)                      | 4th Disciple | - The Crystals - "Da Doo Ron Ron (When He Walked Me Home)" - Raekwon - "Glaciers of Ice"              | 4:11 |
| 14 | "For The Lust Of Money/The Grandz" (feat. Lashaunda)         | True Master  | - The Sweet Inspirations - "Wishes and Dishes" - The O’Jays - "For the Love of Money"                 | 5:58 |
| 15 | "Can I See You" (feat. Beretta 9)                            | RZA          | | 3:27 |
| 16 | "The Battle" (skit)                                          |              | - Sunz of Man - "Inmates To The Fire"                                                                 | 1:11 |
| 17 | "Next Up" (feat. Method Man)                                 | True Master  | - Marley Marl - "The Symphony"                                                                        | 3:44 |
| 18 | "Intellectuals" (feat. Raekwon, U-God)                       | True Master  | - Flaming Ember - "Mind, Body and Soul"                                                               | 5:09 |
| 19 | "Five Arch Angels"                                           | 4th Disciple | - Marvin Gaye - "Mercy, Mercy Me" - Sunz of Man - "Five Arch Angels (Original version)"               | 1:12 |

## Notowania
| Kraj              | Lista                  | Pozycja |
| ----------------- | ---------------------- | ------- |
| Holandia          | Dutch Album Top 100    | 100     |
| Stany Zjednoczone | Billboard 200          | 20      |
| Stany Zjednoczone | Top R&B/Hip-Hop Albums | 7       |

| Rok  | Utwór                                  | Notowanie | Notowanie |
| Rok  | Utwór                                  | Hot R&B   | Hot Rap   |
| ---- | -------------------------------------- | --------- | --------- |
| 1997 | "Natural High" / "Inmates To The Fire" | —         | —         |
| 1998 | "The Plan"                             | 80        | 16        |
| 1998 | "Shining Star" / "Cold"                | —         | —         |